# Luigi Gillarduzzi
Luigi Gillarduzzi (Cortina d'Ampezzo, 2 febbraio 1822 – Vienna, 1º agosto 1856) è stato un pittore italiano con cittadinanza austro-ungarica.

## Biografia
Artista molto apprezzato in ambito austriaco (nel quale operava sotto il nome di Alois Gillarduzzi), partecipò all'arricchimento della chiesa parrocchiale dei santi Filippo e Giacomo della propria città natale. Degna di nota è soprattutto la pala detta "dell'Addolorata" in essa conservata.